# Катастрофа Ту-154 под Иркутском (2001)
Катастрофа Ту-154 под Иркутском (2001) — крупная авиационная катастрофа, произошедшая в среду ночью 4 июля 2001 года. Авиалайнер Ту-154М авиакомпании «Владивосток Авиа» совершал плановый внутренний рейс ДД-352 по маршруту Екатеринбург—Иркутск—Владивосток, но при заходе на посадку в аэропорту Иркутска внезапно свалился в плоский штопор и рухнул на землю около деревни Бурдаковка. Погибли все находившиеся на его борту 145 человек — 136 пассажиров и 9 членов экипажа.
Катастрофа рейса 352 занимает 92-е место в списке 100 крупнейших авиакатастроф.

## Самолёт
Ту-154М (регистрационный номер RA-85845, заводской 86А735, серийный 0735) был выпущен Куйбышевским авиационным заводом 6-го Главного управления МАП СССР (сейчас «Авиакор») 30 сентября 1986 года. В том же году под бортовым номером B-2609 был передан Администрации гражданской авиации КНР, от которой в июле 1988 года был передан китайской авиакомпании China Northwest Airlines. В мае 2001 года был куплен российской авиакомпанией «Владивосток Авиа», в которой получил бортовой номер RA-85845 и имя Уссурийск. Оснащён тремя турбореактивными двигателями Д-30КУ-154-II производства Рыбинского моторостроительного завода. На день катастрофы 15-летний авиалайнер совершил 11 387 циклов «взлёт-посадка» и налетал 20 953 часа.

## Экипаж и пассажиры
Самолётом управлял очень опытный экипаж, состав которого был таким:
- Командир воздушного судна (КВС) — 51-летний Валентин Степанович Гончарук. Очень опытный пилот, проработал в авиакомпании «Владивосток Авиа» 27 лет (с 1974 года). В должности командира Ту-154 — с 16 июля 1999 года. Налетал 13 481 час, 3661 из них на Ту-154 (1223 из них в качестве КВС).
- Второй пилот — 40-летний Сергей Александрович Диденко. Опытный пилот, проработал в авиакомпании «Владивосток Авиа» 20 лет (с 1981 года). В должности второго пилота Ту-154 — с 1 августа 2000 года. Налетал 6802 часа, 2004 из них на Ту-154.
- Штурман — 35-летний Николай Николаевич Сакрытин. Проработал в авиакомпании «Владивосток Авиа» 12 лет (с 1989 года). В должности штурмана Ту-154 — с 1 сентября 1994 года. Налетал 6429 часов, 4485 из них на Ту-154.
- Бортинженер — 35-летний Юрий Александрович Степанов. Проработал в авиакомпании «Владивосток Авиа» 10 лет (с 1991 года). В должности бортинженера Ту-154 — с 6 сентября 1999 года. Налетал 954 часа, все на Ту-154.

В салоне самолёта работали пять бортпроводников:
- Ольга Михайловна Белозёрова, 37 лет — старший бортпроводник. Во «Владивосток Авиа» с 19 мая 1985 года.
- Анна Викторовна Бирюкова, 23 года. Во «Владивосток Авиа» с 17 апреля 2000 года.
- Евгения Васильевна Исаева, 25 лет. Во «Владивосток Авиа» с 17 апреля 2000 года.
- Елена Васильевна Куликова, 31 год. Во «Владивосток Авиа» с 1991 года.
- Виктор Павлович Морозов, 40 лет. Во «Владивосток Авиа» с 1 августа 1995 года.

| Гражданство | Пассажиры | Экипаж | Всего |
| ----------- | --------- | ------ | ----- |
| Россия      | 124       | 9      | 133   |
| Китай       | 12        | 0      | 12    |
| Всего       | 136       | 9      | 145   |

Всего на борту самолёта находились 145 человек — 9 членов экипажа и 136 пассажиров.

## Катастрофа
Рейс ДД-352 вылетел из Екатеринбурга в 19:47 IKT во вторник, 3 июля. Взлёт и полёт прошли в штатном режиме на высоте 10 100 метров.
В 01:50, в среду, 4 июля экипаж начал снижение к аэропорту Иркутска. В 02:05 КВС доложил об установлении визуального контакта со взлётной полосой иркутского аэропорта. В процессе захода на посадку экипаж допустил падение скорости самолёта во время третьего разворота ниже допустимой на 10—15 км/ч. Автопилот, включённый в режим поддержания высоты, с падением скорости увеличил угол тангажа, что привело к ещё большей потере скорости. Обнаружив опасную ситуацию, пилоты добавили режим двигателям и отклонили штурвал влево и от себя, что привело к быстрому росту вертикальной скорости и увеличению крена влево. Потеряв пространственную ориентацию, КВС попытался вывести самолёт из крена, но своими действиями лишь увеличил его. После срабатывания задатчика радиовысотомера, установленного на минимальную высоту этого этапа захода на посадку, второй пилот резко потянул штурвал «на себя», в результате чего руль высоты отклонился до −24° на кабрирование (практически до упора). Такое интенсивное и значительное отклонение руля высоты привело к увеличению перегрузки до 2 g, угла тангажа до 20°, выводу лайнера на закритические углы атаки и сваливанию в плоский штопор. Самолёт резко «клюнул носом» вниз и понёсся к земле.
Процесс протекания особой ситуации вплоть до катастрофической был скоротечным (15 секунд). Кратковременная «отдача» обоими пилотами штурвала «от себя» и перевод работы двигателей во взлётный режим не смогли обеспечить выход самолёта из устойчивого режима плоского штопора. Снижение самолёта в этом режиме проходило с вертикальными скоростями до 100 м/сек и все попытки экипажа вывести лайнер из штопора и прекратить снижение оказались безрезультатными ввиду дефицита высоты. Рейс ДД-352 рухнул на лесную поляну, полностью разрушился и сгорел. Все находившиеся на его борту 145 человек погибли.
Самолёт исчез с экрана радара иркутской диспетчерской службы в 02:08 IKT. Примерно в это время жители деревни Бурдаковка в 22 километрах от Иркутска услышали взрыв. Один из сельчан позвонил в милицию. К предполагаемому месту падения самолёта выехали пожарные бригады и машины скорой помощи. В 03:25 было обнаружено место падения самолёта. Обломки лайнера были разбросаны на площади в 10 000 м². Утром того же дня были найдены все три бортовых самописца. Они были отправлены на расшифровку.
На месте катастрофы построили камень и памятный крест.

## Реакция
Указом президента России Владимира Путина день 5 июля 2001 года был объявлен в России днём национального траура по погибшим в катастрофе.

## Расшифровка переговоров
Используемые сокращения:
| Сокращение | Расшифровка                                              |
| ---------- | -------------------------------------------------------- |
| КВС        | Командир воздушного судна — Валентин Степанович Гончарук |
| 2П         | Второй пилот — Сергей Александрович Диденко              |
| ШТ         | Штурман — Николай Николаевич Сакрытин                    |
| БИ         | Бортинженер — Юрий Александрович Степанов                |
| Э          | Члены экипажа, идентифицированные недостаточно уверенно  |
| Д          | Диспетчер                                                |
| АУАСП      | Автомат углов атаки и сигнализации перегрузок            |
| АБСУ       | Автоматическая бортовая система управления               |
| РВ         | Радиовысотомер                                           |
| АТИС       | Автоинформатор метеообстановки в районе аэродрома        |

Расшифровка переговоров:
| Время      |      | |
| ---------- | ---- | --- |
| 01:58:07   | ШТ   | 845, 5700, Раздолье. |
| 01:58:10   | Д    | 845, Раздолье подтвердил, 5700. С подходом — 125,2.                                                                      |
| 01:58:15   | ШТ   | 125,2. |
| 01:58:21   | КВС  | Хорошо. |
| 01:58:22   | КВС  | Иркутск-подход! 85845, доброй ночи. Раздолье 5700 информация ЭКСРЕЙ.                                                     |
| 01:58:32   | Д    | 85545, Иркутск-подход 85845, доброй ночи, прямой 282 градуса, удаление 80 километров, к третьему левым, снижайтесь 2700. |
| 01:58:42   | КВС  | 845, к третьему снижаюсь 2700.                                                                                           |
| 01:59:25   | КВС  | Нормально идём. |
| 01:59:35   | КВС  | 550 метров у нас уберётся.                                                                                               |
| 01:59:45   | Э    | (нрзб). |
| 01:59:46   | КВС  | До третьего. |
| 01:59:48   | Э    | (нрзб). |
| 02:01:04   | КВС  | Ещё подтягивать придётся.                                                                                                |
| 02:01:42   | КВС  | Юра, включи обогревы ВНА.                                                                                                |
| 02:01:43   | БИ   | Включён. |
| 02:01:55   | Д    | 845, удаление 40, снижайтесь 2100.                                                                                       |
| 02:01:58   | 2П   | 2100. |
| 02:01:59   | КВС  | 845 снижаюсь 2100. |
| 02:02:29   | Э    | (нрзб). |
| 02:02:59   | КВС  | Мы дома, снижаемся, с прямой заходим, такая высота, проходим по Дагес, здесь мы ещё 550 метров. Сбросим…                 |
| 02:04:09   | Д    | 845, последнюю информацию Янки прослушайте.                                                                              |
| 02:04:13   | КВС  | Понял, хорошо, слушаю.                                                                                                   |
| 02:04:17   | Э    | Ты мне, да? |
| 02:04:21   | АТИС | …миллиметров, 947 гПа, без существенных изменений, получение информации Янки подтвердите.                                |
| 02:04:43   | КВС  | Коля, послушай, а я сейчас с ним отработаю.                                                                              |
| 02:04:45   | ШТ   | Слушаю. |
| 02:04:49   | КВС  | 845, 2100. |
| 02:04:52   | Д    | 845. Система захода? |
| 02:04:55   | КВС  | Заход директорный, информация Янки, давление 7-10.                                                                       |
| 02:05:02   | Д    | 845, заход разрешаю, снижайтесь 900 к третьему по давлению 7-10 мм.                                                      |
| 02:05:08   | КВС  | 845. К третьему снижаюсь 900, давление 7-10.                                                                             |
| 02:05:14   | Д    | 845, траверз полосы проходите, 11 километров боковое (удаление — Прим.)                                                  |
| 02:05:18   | КВС  | Да, визуально наблюдаю. Принял.                                                                                          |
| 02:05:28   | 2П   | Юра, чисто. Его можно вырубить! Посмотрим там.                                                                           |
| 02:05:29   | КВС  | Да он работает. |
| 02:05:32   | ШТ   | Я рассчитываю 20 километров.                                                                                             |
| 02:05:34   | КВС  | Хорошо. |
| 02:05:36   | ШТ   | Сейчас давление поставим 7-10.                                                                                           |
| 02:05:43   | КВС  | Полностью вываливай и гаси скорость, гаси скорость.                                                                      |
| 02:05:44   | Э    | Гаси, гаси. |
| 02:05:47   | КВС  | Выставляем давление 7-10.                                                                                                |
| 02:05:48   | 2П   | 7-10. |
| 02:05:49   | Э    | 7-10. |
| 02:05:55   | КВС  | 845, на 1800, 7-10 давление установлено, контрольная 1250, снижаюсь 900.                                                 |
| 02:06:01   | Д    | 845, понял. |
| 02:06:03   | ШТ   | 150 до заданной. |
| 02:06:04   | 2П   | Да. |
| 02:06:05   | КВС  | Гаси, гаси скорость. |
| 02:06:05,5 | 2П   | Гашу, гашу. |
| 02:06:06   | ШТ   | Механизацию смотри. |
| 02:06:08   | КВС  | Нам 100 метров до заданной.                                                                                              |
| 02:06:09   | 2П   | Да, 100 метров. |
| 02:06:10   | ШТ   | (нрзб) …километров. |
| 02:06:13   | КВС  | Ты 8 поставил, у тебя скорость и выскочит.                                                                               |
| 02:06:17   | КВС  | Вот и вошли в облачность, Юра.                                                                                           |
| 02:06:20   | КВС  | Смотри, температура какая.                                                                                               |
| 02:06:21   | ШТ   | Дают 290 градусов — 5,14 градуса, 710 CAVOK.                                                                             |
| 02:06:25   | КВС  | Хорошо. |
| 02:06:26   | КВС  | Так, подключаем и… |
| 02:06:28   | 2П   | Загорелось? |
| 02:06:30   | ШТ   | (нрзб) …да работает. |
| 02:06:32   | КВС  | Сколько осталось километров?                                                                                             |
| 02:06:34   | ШТ   | 8 километров. |
| 02:06:34,5 | 2П   | 8. |
| 02:06:35   | КВС  | Хорошо. |
| 02:06:56   | КВС  | Вот так вот берём, …. Застабилизировал высоту.                                                                           |
| 02:06:58   | 2П   | Хорошо. |
| 02:07:02   | 2П   | 400 километров (скорость — Прим.).                                                                                       |
| 02:07:03   | КВС  | Руль хорошо, шасси выпустить.                                                                                            |
| 02:07:06   | 2П   | Выпускаю. |
| 02:07:08   | БИ   | Шасси выпускаются. |
| 02:07:10   | 2П   | Шасси (нрзб)… РВ… (нрзб).                                                                                                |
| 02:07:12   | Д    | 845, выполняйте третий, снижайтесь 850 метров к четвёртому.                                                              |
| 02:07:17   | КВС  | 845, снижаюсь к четвёртому, 850.                                                                                         |
| 02:07:21   | БИ   | Шасси выпущены. |
| 02:07:23   | КВС  | Так, скорость падает….                                                                                                   |
| 02:07:25   | КВС  | Снижаемся. |
| 02:07:27   | КВС  | 850, режим 70.. |
| 02:07:29   | БИ   | 70. |
| 02:07:30   | КВС  | (350, 360) скорость выдерживаем.                                                                                         |
| 02:07:32   | КВС  | 7-5 режим. |
| 02:07:33   | БИ   | 7-5. |
| 02:07:37   | ШТ   | К 850 подходим. |
| 02:07:39   | КВС  | 80 режим. |
| 02:07:40   | БИ   | 80. |
| 02:07:42   | КВС  | 8-2. |
| 02:07:43   | Э    | 8-2 (очевидно, бортинженер — Прим.).                                                                                     |
| 02:07:44   | ШТ   | 850. |
| 02:07:45   | КВС  | 850. |
| 02:07:45,5 |      | Звуковая сигнализация АУАСП (длительность 1,5 с).                                                                        |
| 02:07:47,2 |      | Звуковая сигнализация отключения автопилота (длит. 2,3 с).                                                               |
| 02:07:49   | КВС  | Блядь, вы что! |
| 02:07:51   | КВС  | Скорость! |
| 02:07:52   | Э    | (нрзб). |
| 02:07:53   | КВС  | (нрзб) Блядь, добавь. |
| 02:07:53,5 | 2П   | Стоп! Стоп! Куда! Куда!                                                                                                  |
| 02:07:55   | КВС  | Стоп! Стоп! Стоп! |
| 02:07:55,5 | ШТ   | Так, так, так |
| 02:07:57   | КВС  | Выводим! |
| 02:07:58   | ШТ   | Тише, тише, тише. |
| 02:07:59   | 2п   | Давайте вправо! |
| 02:08:01   |      | Звуковая сигнализация задатчика РВ (длит. 4 с), начало звуковой сигнализации АУАСП (продолжается до конца записи).       |
| 02:08:02   | Э    | Режим! Добавь! |
| 02:08:05   | Э    | Режим! |
| 02:08:06   | БИ   | (нрзб) есть! |
| 02:08:08   | Э    | Режим добавь! |
| 02:08:09,5 | 2П   | Взлётный режим! Господи!                                                                                                 |
| 02:08:10,5 | БИ   | Взлётный! |
| 02:08:11,5 | Э    | Эх, всё, пиздец! |
| 02:08:16   |      | Звуковая сигнализация задатчика РВ (длит. 6 сек.)                                                                        |
| 02:08:22   |      | Конец записи. |

## Расследование
13 декабря 2001 года было опубликовано заключение государственной комиссии по расследованию причин катастрофы рейса ДД-352.
Причиной катастрофы в нём были названы ошибочные действия экипажа:
- При заходе на посадку экипаж не смог выдержать режим высоты 850 метров при нахождении самолёта в левом развороте на скорости меньше рекомендованной, что заставляло автопилот отклонять руль высоты на кабрирование для поддержания высоты полёта, что приводило к увеличению угла атаки.
- При левом крене 45° второй пилот потянул штурвал на себя. В результате увеличился угол атаки. При большом угле атаки необходима гораздо большая тяга, чем заданная экипажем. В результате самолёт вышел на закритические углы атаки и начал терять подъёмную силу крыла.
- Нештатная ситуация продолжила развиваться, после 10-секундного промедления с увеличением тяги двигателей потеряна управляемость. Неправильные действия командира экипажа (инстинктивные, вопреки инструкциям) лишь усугубили ситуацию и в результате самолёт разбился.

## Цитата
Нет, они испугались сирены и последовали древнему рефлексу пилота: сунули штурвалы от себя! Самолёт, на остатках скорости, успел перевалиться в снижение и стал разгоняться: 350, 370, 400….
Действия эти, по предупреждению сваливания, — правильные: так они и описаны в Руководстве по лётной эксплуатации.
На скорости 400 мы летаем по схеме аэродрома на «чистом» крыле — запаса по сваливанию хватает с избытком. Вот и у них скорость стала безопасной. Исправили ошибку. Только самолёт пикировал.
Высота полёта в этот момент была семьсот метров. Оставалось только аккуратно вывести самолёт из крутого снижения в горизонтальный полёт, выполнить уход на второй круг, успокоиться, собраться… кто вас гонит? Объяснительные и порка будут потом.
Наши инструкции предупреждают: вывод из сваливания производится потихоньку, плавным взятием штурвала на себя. Иначе можно снова создать такой угол атаки, что самолёт свалится повторно.
Они, видимо, опомнились: ЗЕМЛЯ БЛИЗКО! И — хватанули в четыре руки, да так, что угол атаки за две секунды увеличился чуть не до сорока градусов. На дыбы!
Всё понятно.
Экипаж не хотел выпендриться. Он устал после долгого полёта. Ему не надо было что-то кому-то доказывать. Они думали, что в простых условиях заведомо справятся… чего там мобилизовываться-то.
А про закрылки — забыли.
А потом внезапное срабатывание сирены! На скорости… ой, скорость мала! «А? Чё? Куда, куда? Тяни, тяни! Выводи, выводи!».
Это стресс.
И никто в этом экипаже не ожидал, что товарищ, вот, сию секунду, подаст нужную команду, которая вбита намертво. А — надо ожидать. Надо, чтобы каждый знал назубок и свою технологию, и технологию товарища.
Пауза вместо команды на выпуск закрылков — не резанула пустотой. Не приучен был экипаж хором петь мелодию полёта — и фальшь не заметили.
А контрольную карту обязательных проверок прочитать уже не успели.

— Василий Ершов.

### Комментарии
1. ↑  Номер борта (85)845, высота 5700 метров и населённый пункт, над которым совершался полёт
2. ↑  125,2 МГц — частота связи с диспетчером подхода Иркутска
3. ↑  «X‑ray», «Yankee» — буквенный шифр принятой информации АТИС
4. ↑  Ошибка диспетчера подхода в бортовом номере
5. ↑  Здесь диспетчер исправился
6. ↑  Дагес — перевыставляем барометрический высотомер
7. ↑  То есть вручную, руководствуясь директорными стрелками. Автопилот отключён
8. ↑  то есть полный выпуск закрылков
9. ↑  CAVOK (англ. Ceiling And visibility OK) — дословно: «потолок и видимость OK», то есть нет облаков ниже 1500 м над уровнем аэродрома, нет кучево-дождевых облаков; видимость не менее 10 км; нет и не прогнозируется существенных погодных явлений: осадков, гроз, тумана или позёмки
10. ↑  Обороты двигателей 70 %